# Cadillac Series 65

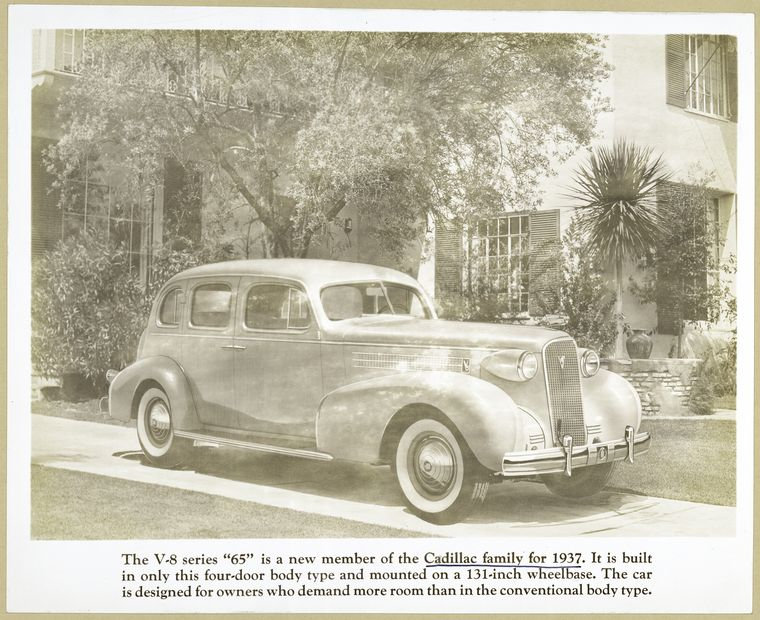
Cadillac Series 65 (1937)

Cadillac Series 65 — ряд автомобилей, производившихся Cadillac с 1937 по 1938 год. 

## Описание
В 1937 году Cadillac Series 65 выпускался в кузове седан с колёсной базой 3327 мм, аналогичной той, что у Cadillac Series 70 и Buick Roadmaster. По габаритам автомобиль был выше и длинее 70-й серии.
Автомобиль оснащался 5,7-литровым двигателем V8 мощностью 135 л. с. Цена составляла 65400 долларов США.
В 1938 году в модельный ряд вошли седан Imperial 65 и четырехдверный кабриолет. К окончанию производства было выпущено 3877 экземпляров.

## Технические характеристики
| Год  | Объём (см³) | Мощность (л. с.) | Колёсная база (см) | Цена (долларов США) | Выпущено |
| ---- | ----------- | ---------------- | ------------------ | ------------------- | -------- |
| 1937 | 5671        | 135              | 332,7              | 1945                | 2401     |
| 1938 | 5671        | 135              | 335,3              | 2285—2600           | 1476     |